# Біскупиці (Опатовський повіт)
Біскупиці (пол. Biskupice) — село в Польщі, у гміні Садове Опатовського повіту Свентокшиського воєводства.
Населення — 95 осіб (2011).
У 1975-1998 роках село належало до Тарнобжезького воєводства.

## Демографія
Демографічна структура на день 31 березня 2011 року:
|          | Загалом | Допрацездатний вік | Працездатний вік | Постпрацездатний вік |
| -------- | ------- | ------------------ | ---------------- | -------------------- |
| Чоловіки | 48      | 6                  | 34               | 8                    |
| Жінки    | 47      | 6                  | 26               | 15                   |
| Разом    | 95      | 12                 | 60               | 23                   |